# Stimmen-Festival

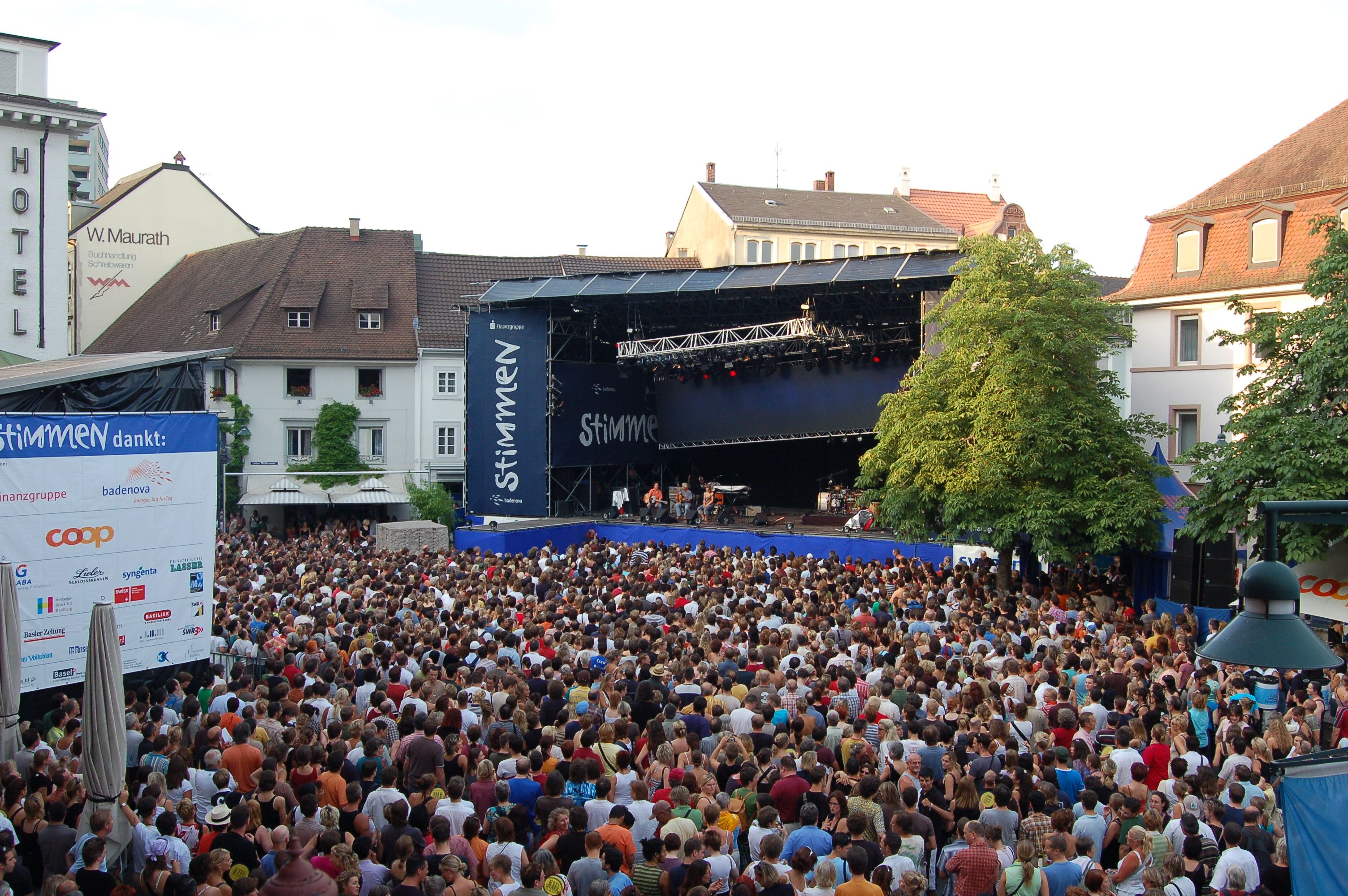
Bühne des Stimmen-Festivals auf dem Alten Marktplatz in Lörrach (2006)

Das Stimmen-Festival ist ein Musikfestival, das jeden Sommer – in der Regel im Juli – in Lörrach und umliegenden Orten im Dreiländereck Deutschland, Frankreich, Schweiz stattfindet. Es wurde 1994 vom damaligen Lörracher Kulturamtsleiter Helmut Bürgel initiiert und bis 2012 geleitet, anschließend von 2013 bis 2022 von Markus Muffler und seit März 2022 von Timo Sadovnik künstlerisch geleitet. Mit mittlerweile jährlich bis zu über 30.000 Besuchern entwickelte es sich zu einem der größten Musik-Festivals in Süddeutschland und der Schweiz. Im Frühjahr 2009 war es als Festival des Jahres für den Live Entertainment Award (LEA) nominiert und erreichte Platz 2 von 700 besuchten Veranstaltungen der Jury. Veranstalter ist die Burghof Lörrach GmbH in Kooperation mit verschiedenen langjährigen Partnern aus Deutschland und der Schweiz, hier u. a. mit dem Kanton Basel-Landschaft und der Gemeinde Riehen.
Das Festival bietet allabendlich Konzerte an verschiedensten Spielorten, unter anderem im Burghof Lörrach, in Augst (Römisches Theater), Riehen sowie im Lörracher Rosenfelspark. Auf dem zentral gelegenen Alten Marktplatz in Lörrach finden die größten Konzerte des Festivals statt.
Es werden zeit- und stilübergreifend herausragende Vertreter und Ensembles der Gesangs- und Chormusik präsentiert, darunter Stars der Rock- und Pop-Musik, der Klassik und des Jazzgesang, Ensembles aus der Region oder aus der ganzen Welt.
Höhepunkte des Festivals sind Auftritte nationaler und internationaler Musiker aus den verschiedensten Genres (Blues, Folk, Jazz, Klassik, Pop, Rock). Beispielsweise traten Bob Dylan, Bob Geldof, Bryan Ferry, Calexico, Elton John, Jamie Cullum, Lenny Kravitz, Leonard Cohen, Lionel Richie, Marianne Faithfull, Mark Knopfler, Neil Young, Patricia Kaas, Patti Smith, Paul Simon, P!nk und The New Power Generation auf, sowie Newcomer, Solisten und Chöre.